# Aeugst am Albis
Aeugst am Albis (toponimo tedesco; fino al 1976 ufficialmente Aeugst) è un comune svizzero di 1 977 abitanti del Canton Zurigo, nel distretto di Affoltern.

## Geografia fisica
Il territorio di Aeugst am Albis comprende una parte del lago di Türlen, formato da una frana in epoca preistorica presso l'Aeugsterberg.

## Storia

### Periodo romano e alto medioevo
I toponimi Betpur, Steinmur e Buchs lasciano supporre insediamenti romani in località Müliberg. La colonia di Borsikon (nota nel 883 come Porsinchova), risalente all'alto medioevo e attestata quale comune nel 1412/31 (otto curtes), venne abbandonata nel XVI secolo. Il comune è menzionato nel 876-887 come Ousta e nel 1277 come Oeugsten. Signori fondiari di Aeugst am Albis furono dapprima nel IX e X secolo il Grossmünster e il Fraumünster, più tardi anche vari nobili della regione come i Sellenbüren, gli Eschenbach-Schnabelburg, gli Aarburg, i Wädenswil, e i Hünenberg e, a partire dal XIII secolo, i conventi di Kappel e Sankt Blasien.

### Periodo medioevale
Secondo gli ordini comunali del 1412–1431 Aeugst am Albis, Borsikon e Breitmatt (oggi Habersaat) costituivano un baliaggio di bassa giurisdizione che, dopo vari passaggi, divenne proprietà di Johannes Meyer von Knonau nel 1400. Nel 1512 Gerold Meyer von Knonau la cedette a Zurigo. L'alta giurisdizione su Aeugst am Albis era già passata nel 1415 dagli Asburgo a Zurigo. A partire dal 1512 il territorio di Aeugst am Albis divenne parte integrante del baliaggio di Knonau. Una cappella dedicata ai Santi Caterina e Giorgio è citata nel 1503. Il nome Chloster (a Aeugstertal) si riferisce a una comunità di beghine del XV secolo. Fino al 1667, anno in cui venne fondata la parrocchia ed edificata la chiesa, i fedeli di Aeugst am Albis e Wengi fecero parte della parrocchia di Mettmenstetten, mentre gli abitanti di Aeugstertal e Müliberg fecero capo alla parrocchia di Stallikon. Il comune di Aeugst am Albis, formatosi all'inizio del XIX secolo, coincide con il territorio parrocchiale.

### Età moderna
Nel 1774 le tre comunità limitarono l'accesso alla cittadinanza per difenderla dall'ingresso di immigrati poveri. Intorno al 1800 si passò dall'avvicendamento triennale delle colture, praticato malgrado una topografia sfavorevole, alla coltivazione dei prati e di frutta da mosto. Intorno al 1850 buona parte delle donne era impiegata a domicilio nella produzione di tessuti di cotone e di seta. I famosi bagni con taverna di Wengi, citati con il nome di Heilbrunnen nel 1412, cessarono l'attività verso il 1940. Dal 1786 al 1814 e negli anni di crisi e di guerra, ossia tra il 1917–1921 e il 1941–1946, ad Aeugstertal si estraeva la lignite. Durante l'ancien régime i privilegi corporativi di cui godevano le curtes esistenti impedirono nuovi insediamenti e con ciò uno sviluppo del paese. Anche nell'Ottocento e fino al 1960 l'agglomerato rimase praticamente invariato. In seguito vi fu uno sviluppo edilizio, dapprima moderato, quindi intenso a partire dal 1970, con edificazione di case unifamiliari al di fuori del nucleo di Aeugst am Albis Dal 1960 al 1980 sono state effettuate opere di miglioria tra cui una ricomposizione parcellare e, dal 1975 al 1985, una decisa pianificazione urbanistica. Nel 1990 i pendolari verso Zurigo, Zugo e Affoltern am Albis erano il 70%, contro il 5% nel 1910. Nel villaggio vi sono ancora una dozzina di fattorie e alcune piccole industrie.

## Monumenti e luoghi d'interesse

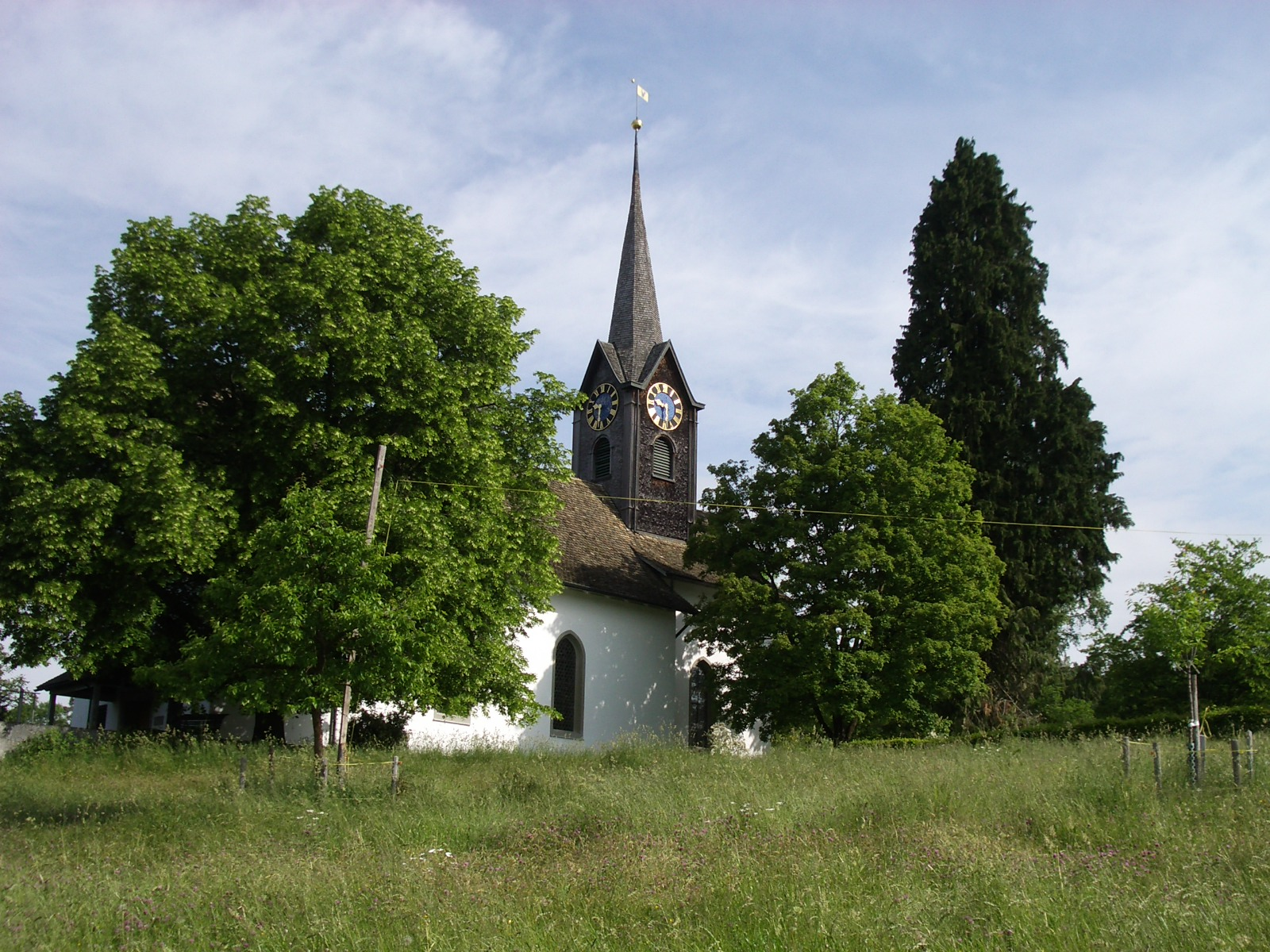
La chiesa riformata

- Chiesa riformata, eretta nel 1667.[1]

## Società

### Evoluzione demografica
L'evoluzione demografica è riportata nella seguente tabella:
Abitanti censiti

## Amministrazione
Ogni famiglia originaria del luogo fa parte del cosiddetto comune patriziale e ha la responsabilità della manutenzione di ogni bene ricadente all'interno dei confini del comune.